# Françoise Renet
Pour les articles homonymes, voir Renet.
Françoise Renet, née le 20 mai 1924 à Paris 16e et morte le 23 mars 1995 à Versailles, est une organiste, concertiste, improvisatrice et pédagogue française.

## Biographie
Françoise Renet étudie au Conservatoire national supérieur de musique de Paris avec Marcel Dupré (orgue), Maurice Duruflé (improvisation), et Nadia Boulanger (harmonie). 
Pendant 40 ans elle fut associée aux grandes orgues Cavaillé-Coll de l'église Saint-Sulpice de Paris, comme assistante de Marcel Dupré et de Jean-Jacques Grünenwald. Elle assura également, seule, les intérims 1971-1973 et 1982-1985 après les décès respectifs de ces deux titulaires.
De 1972 à 1990, Françoise Renet fut titulaire de la classe d'orgue au Conservatoire Marcel-Dupré de Meudon.

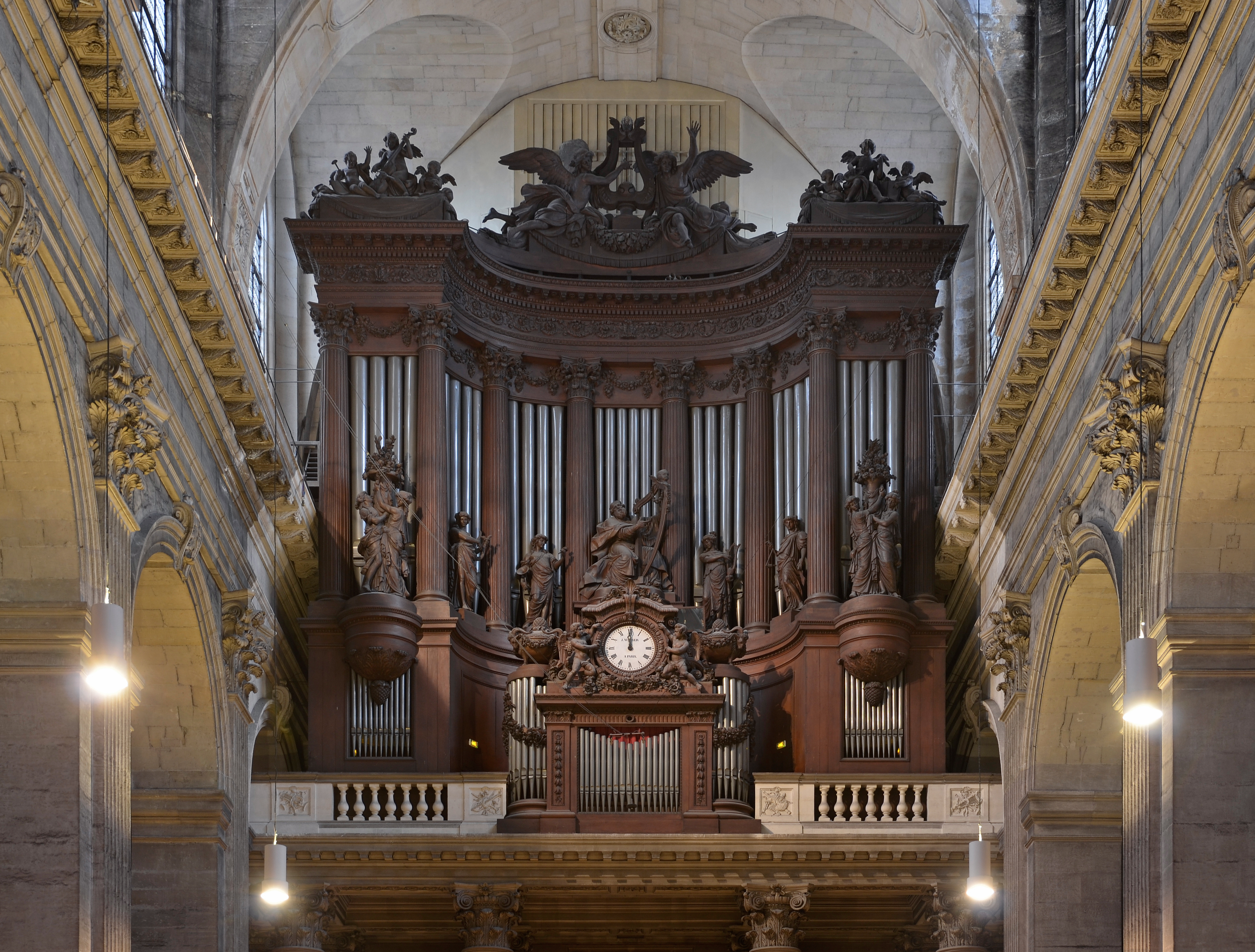
Célèbre orgue Cavaillé-Coll de l'église Saint-Sulpice de Paris (1862).

## Discographie
- Orgue Cavaillé-Coll de Saint-Sulpice, Paris (œuvres de Dupré et Grunenwald).
- Orgue personnel de Marcel Dupré, Meudon (œuvres de Titelouze et Dupré).
- Orgue Cavaillé-Coll de Saint-Sernin, Toulouse (Chemin de la Croix et Choral et Fugue de Dupré).